# Nors landskommun
Nors landskommun var en tidigare kommun i Värmlands län.

## Administrativ historik
När 1862 års kommunalförordningar trädde i kraft inrättades denna kommun i Nors socken i Grums härad i Värmland.
Vid kommunreformen 1952 bildade landskommunen en storkommun genom att inkorporera Segerstads landskommun.
År 1971 uppgick landskommunen i Karlstads kommun.

### Kyrklig tillhörighet
I kyrkligt hänseende tillhörde kommunen Nors församling. Den 1 januari 1952 tillkom Segerstads församling. Sedan 2006 omfattar Nor-Segerstads församling samma område som Nors landskommun efter 1952.

## Kommunvapen
Blasonering: I fält av silver en av vågskuror bildad blå ginbalk, ovan och nedan åtföljd av ett svart topografiskt järnverkstecken.
Vapnet fastställdes 1956.

## Geografi
Nors landskommun omfattade den 1 januari 1952 en areal av 169,67 km², varav 167,71 km² land.

### Tätorter i kommunen 1960
| Tätort   | Folkmängd |
| -------- | --------- |
| Vålberg  | 3 322     |
| Edsvalla | 1 025     |
| Norsbron | 247       |

Tätortsgraden i kommunen var den 1 november 1960 78,0 procent.

## Politik

### Mandatfördelning i valen 1938-1966
| 16 | 4 | 3 |

| 22 |

| 2 | 14 | 3 | 4 |

| 22 |

| 3 | 14 | 3 | 3 |

| 23 |

| 3 | 21 | 5 | 4 | 2 |

| 34 |

| 3 | 21 | 4 | 4 | 3 |

| 34 |

| 2 | 22 | 4 | 3 | 4 |

| 31 |

| 2 | 22 | 4 | 4 | 3 |

| 33 |

| 3 | 20 | 5 | 4 | 3 |

| 32 |